# パワー・ヘンリー・ル・プア・トレンチ
パワー・ヘンリー・ル・プア・トレンチ（英語: Power Henry Le Poer Trench、1841年5月11日 - 1899年4月30日）は、英国の外交官。1894年から1895年まで駐日英国公使を務めた。 

## 経歴
アイルランド貴族の第3代クランカーティ伯爵と妻サラ・ジュリアナ・バトラーとの四男として生まれた。
1859年、18歳でパリの英国大使館に採用された。以降は1860年にイスタンブール、1871年にミュンヘンに転任している。その後、リオ・デ・ジャネイロ、ワシントン、本国外務省、ローマと転勤し1882年から1889年まで東京の駐日英国公使館に一等書記官として勤務した。続く1889年から1893年にかけては、ベルリンで一等書記官を務めた。1893年から1894年まで、メキシコで特命全権公使を務めた。
1894年6月25日、急死したヒュー・フレイザーの後任として駐日英国公使に任命された。この就任は、時の外務大臣ローズベリー卿がトレンチのかつての東京における勤務実績を特に評価したものであった。
トレンチが赴任した時期は折しも日清戦争の最中であり、彼の主たる任務は戦争が英国の権益に影響を及ぼさないようにすることであった。トレンチは上海の貿易の中立性を阻害しないよう、伊藤博文首相や陸奥宗光外務大臣と交渉した。この交渉の過程で、トレンチは陸奥に関して一筋縄ではいかない人物であると認識したという。1894年後半以降は英国籍を持つ住民に中立を維持するよう指示を与えている。
メキシコに赴任していた時期から健康面が優れず、次第にジェラルド・ラウザー一等書記官が実務を代行するようになった。1895年2月下旬には失語症と麻痺の発作に襲われ、以降は回復することなく5月10日に日本を離れた。本国帰国後の1899年4月30日に生涯未婚のまま死去した。駐日英国公使としての後任には、アーネスト・サトウが就くこととなる。

## 著作
- 『Report on the Railways of Japan』（1885年）